# حضانت
حِضانَت، از واژگان حقوق خانواده است و به‌طور خلاصه، به معنای حق یا تکلیف در نگهداری و سرپرستی کودک است.

## ریشه‌شناسی
نمی‌شود واژهٔ فارسی سرپرستی را همسان با واژهٔ حضانت گرفت؛ زیرا واژهٔ حضانت، مجازاً از واژه‌ای گرفته شده که به سرپرستی از کودک و بچه‌های خرد یک حیوان برمیگردد.
حِضانَت یک واژهٔ عربی است. این واژه، مصدر ثلاثی مجرد از ریشهٔ «حضن» است. مردمان عرب، این واژه را در زمانی به کار می‌برده‌اند که می‌خواستند برای نمونه حالت مرغی را بیان کنند که جوجه‌هایش را که خیلی ضعیف بودند، برای صیانت از پرندگان شکارچی و موجودات مزاحم و همچنین خوراک دادن، به زیر پر می‌گیرد و هر کس بخواهد به این جوجه‌ها دست‌درازی کند، مرغ او را نوک می‌زند و به‌طور خلاصه هر کاری که مرغ بتواند، از بن جان برای سرپرستی جوجه‌ها انجام دهد.
حتی مردمان عرب، ممکن است این واژه را در جایی به کار برده باشند که مرغ یا به‌طور کلی، هر پرنده‌ای، تخم‌ها را در زیر پر گرفته باشد تا جوجه به عمل آید. در فرهنگ لغت دهخدا، ذیل واژهٔ حضانت، چنین آمده:
 حِ نَ] (ع مص) حضن. در کنار گرفتن کودک را. پرورش دادن کودک را. پروردن بچه را. پروریدن طفل را. در کنار گرفتن کودک را و پرورش دادن او را. در بغل گرفتن صبی را. بچه پروردن. || دایگی کردن. (دهار) (مهذب الاسماء) (تاج المصادر بیهقی). دایگی. تربیة الولد. (تعریفات جرجانی). پرستاری؛ و صاحب کشاف الفنون گوید: بکسر حاء حطی و ضاد معجمه، در لغت مصدر حضن الصبی است، یعنی کودک را پرورید، چنان‌که در قاموس گفته و در شرع، پرورش دادن مادر یادایه یا غیر آنهاست کودک یا دوشیزه‌ای را که کودک باشد. کذا فی جامع الرموز. دایگی کردن و بچهٔ غیری را شیر دادن. (از لطائف و کنز و منتخب، بنقل غیاث). دایگی و محافظت در تربیت و حفاظت. حضانت طفل (پسر یا دختر) در مدت دو سال شیرخوارگی با مادر است، در صورتی که با همان شرایط که دیگران حاضر به نگهداری از طفل هستند او هم قانع باشد؛ و بعد از این تا سن هفت سالگی نیز حضانت مادر باقی است اگر طفل دختر باشد. در صورت مرگ پدر تا سن بلوغ طفل، حق حضانت مادر باقی خواهد ماند اعم از این که طفل، دختر باشد یا پسر: این حضانت دید با صد رابطه که بپروردم ورا بی واسطه. مولوی. || زیر بال گرفتن مرغ بیضه و جوجه را. || دور کردن کسی را از کار. واداشتن کسی را از حاجت وی. (تاج المصادر بیهقی). دور کردن کسی را از کاری. بازداشتن. (دهار).
سپس به کار گرفته شدن این واژه از راه موارد مشابه، دایرهٔ به‌کارگیری این واژه را گسترد و معنای آن به سرپرستی از هر بچه حیوانی توسط مادر، تعمیم یافت. سپس‌تر این معنا هم گسترده‌تر شد و به سرپرستی از فرزندان کم سن و سال انسان آن هم توسط مادر و همچنین پدر یا هر کس دیگری، ارتقاء یافت.
در فرهنگ واژگان حقوقی نیز این معانی بر واژهٔ حضانت، بار شده‌است. در فرهنگ واژگان حقوقی لنگرودی، در تعریف حضانت چنین آمده‌است:
حضانت کلمه‌ای عربی و در لغت به معنای پروردن است و در اصطلاح عبارت است از نگهداری مادی و معنوی طفل توسط کسانی که قانون مقرر داشته‌است.
وجه تسمیهٔ حضانت برای پروراندن و امر نگهداری طفل این است که «الحضن» در لغت عربی، زیر بغل تا تهیگاه یا سینه و فاصلهٔ دو بازو را گویند و چون مادر، طفل را در بین بازوان و سینه (آغوش) قرار می‌دهد، گفته می‌شود که حضانت نموده‌است.

## حقیاتکلیفبودن حضانت
هیچگاه تعریف دقیقی از حق دیده نشد!
هرجا که حق هست، تکلیف هم هست. اگر به این تعریف از حق بسنده شود که "'توانمندی از کناره‌گیری از سود و انتقال آن به هر کس یا برخی کسان-" باشد، حضانت را نمی‌توان حق دانست. در بیشتر نظام‌های حقوقی، قانون، حضانت را به پدر یا مادر یا هر دوی ایشان یا شخص دیگری که کاملاً ویژگی‌هایش در قانون تعیین گردیده، اعطا می‌کند و ایشان نمی‌توانند هرگاه خواستند، حضانت را به شخص دیگری بسپارند، مگر با اجازهٔ قانونی.
در قانون حمایت خانواده مصوب ۱۳۵۳, برای سر باززدن از حضانت، کیفر تعیین شده و نشانگر آن است که در این قانون، اعتقاد راسخ به تکلیفی بودن حضانت وجود دارد ولی چون لزوماً اثبات یک چیز، به معنای نفی چیز دیگر نیست، نمی‌توان بر آن بود که در این قانون، جنبهٔ حق بودن حضانت، رد شده‌است.
دررویه هم بیشتر، از حضانت، استقبال می‌شود نه این که حضانت، به کسی تحمیل شود. پس این چگونه تکلیفی است که بر سر آن، دعوا می‌شود و دعوا، از ویژگی‌های طبیعی یک حق است. در موضوع حضانت، حق و تکلیف، به هم گره می‌خورند؛ زیرا طبیعت کسانی که خواستار حضانت هستند، مشتاق به انجام وظیفهٔ سرپرستی است و همین طبیعت، در جایی که به خواسته تبدیل می‌شود، تنها ابزار حمایت از خواستهٔ فردی، حق است؛ زیرا این حق است که حدود خواستهٔ هر فرد را با دیگر افراد، مشخص می‌کند و این هم یکی از معانی حق است.
پس بهتر است حضانت را هم حق و هم تکلیف بدانیم. گرد آمدن حق با تکلیف غیرممکن نیست و آفرینندهٔ دیالکتیکی می‌شود که هر نظام حقوقی موفقی باید از آن حمایت کند نه این که به جنبهٔ حقی یا تکلیفی بودن صرف حضانت بپردازد و باعث شود که اگر جنبهٔ حقی بودن حضانت مراعات شد، برای نمونه حقوق کسی که حضانت می‌شود، ضایع گردد و اگر جنبهٔ تکلیفی بودن آن مراعات شد، این وظیفه به کسی که باید حضانت کند، تحمیل شود و همین تحمیل باعث شود که کسی که حضانت می‌شود، آسیب ببیند و کسی که حضانت می‌کند، در تحمیل و اجبار ناخواسته باشد.

## حضانت در حقوق ایران

### در قانون حمایت خانواده، مورخ ۱۳۹۲

#### اشخاصی که می‌توانند عهده‌دار حضانت شوند
نظر قانون‌گذار در سال ۱۳۹۲، پیرامون کسانی که می‌توانند عهده‌دار حضانت شوند، با نظر قانونگذار سال ۱۳۵۳ یکسان است. قانونگذار در قانون حمایت خانواده مصوب ۱۳۵۳، با تصویب مادهٔ ۱۲، به شمارش اشخاصی که می‌توانند عهده‌دار حضانت باشند، پرداخت و قانون‌گذار نیز در مادهٔ ۷ از قانون حمایت خانواده، چنین کرد. موارد مستفاد از مادهٔ ۷ این قانون، در زیر با ذکر این ماده، می‌آید:

مادهٔ ۶: مادر یا هر شخصی که حضانت طفل یا نگهداری شخص محجور را به اقتضاء ضرورت برعهده دارد، حق اقامه دعوی برای مطالبه نفقه طفل یا محجور را نیز دارد. در این صورت، دادگاه باید در ابتدا
ادعای ضرورت را بررسی کند.
از عبارت "مادر یا هر شخصی" موارد زیر، به دست می‌آید:
- تصریح به واژهٔ مادر و سپس به کار گرفتن حرف "یا"، بیانگر آن است که مادر دارای حق تقدم در حضانت است.
- عبارت "هر شخصی" بر هر کسی به جز اولیای قهری نیز دلالت می‌کند؛ زیرا:
  - نخست، اصالت العموم مستلزم آن است که تا زمانی که حکمی به استثنای فرد یا افرادی نشده، مفهوم عام، بر همهٔ افراد، دلالت کند.
  - دوم این که پدر و پدر بزرگ که از زمرهٔ اولیای قهری هستند، کم کسانی نیستند که از قلم قانونگذار، جا افتاده باشند و در ضمن، تعداد اولیای قهری محدود است و شمارش شدنش باعث سختی قانونگذار نمی‌شود.

از عبارت "حضانت طفل یا نگهداری شخص محجور" چنین به دست می‌آید که در قانون حمایت خانواده ۱۳۹۲، تفاوت بارز و دوری‌ناپذیر حضانت با سرپرستی با قید عبارت " و یا" به رسمیت شناخته شده و حضانت، ویژهٔ کودکان است. عبارت "و" به معنای آن است که گوینده می‌خواهد یک چیزی را بگوید که از حیث حکم و منزلت در جمله، برابر با چیزی است که پیشتر از واژهٔ "و" گفته‌است. واژهٔ "یا" نیز در جایی به کار گرفته می‌شود که گوینده بخواهد تفاوت می‌آن آنچه پیش از "یا" گفته و آنچه پس از آن را می‌گوید را بیان کند. بر پایهٔ آنچه آمد، نگهداری و سرپرستی از محجورین، اعم از نگهداری اطفال است؛ زیرا مطابق قانون مدنی، اصطلاح محجور، شامل اشخاص زیر است:
- صغار یا همان کودکان یا اطفال، *اشخاص غیر رشید، *مجانین یا کسانی که دارای اختلالات روانی مؤثر در اراده هستند.[۷]

#### تصریحبه جنبهٔحقیوتکلیفیحضانت

##### جنبهٔحقی
قوانین و مقررات پیشین نیز تا جایی که ممکن بوده، بر آن نبوده‌اند که حضانت را صرفاً یک حق یا یک تکلیف قلمداد کنند. قانون حمایت خانوادهٔ ۱۳۹۱ نیز همین که با سکوت خود و لازم الاتباع دانستن قواعد عمومی آیین دادرسی دادگاه‌های عمومی و انقلاب در امور مدنی، رسیدگی به امر حضانت در دادگاه را نیازمند به دادن دادخواست می‌کند، به معنای آن است که حضانت را یک حق محسوب کرده‌است.

### در قانون حمایت خانواده ۱۳۵۳
پیشتر، قانون حمایت خانواده مصوب ۱۳۴۶ خورشیدی لازم‌الاجرا بود که به موجب مادهٔ ۲۸ از قانون حمایت خانواده مصوب ۱۳۵۳ خورشیدی، نسخ گردید.
قانون حمایت خانوادهٔ مصوب سال ۱۳۵۳ در بخش‌هایی به قوت خود، باقی می‌باشد.
در قانون حمایت خانوادهٔ مصوب سال ۱۳۹۲ که لازم‌الاجرا می‌باشد، تنها مقررات مغایر با قانون سال ۱۳۹۲، نسخ گردیده‌اند؛ پس مواردی که در قانون سال ۱۳۹۲ ساکت مانده‌اند، ناگزیر، مشمول قانون حمایت خانوادهٔ ۱۳۵۳ هستند.
یکی از این گونه موارد، مقررات پیرامون داشتن چند زن است.

#### کسانی که می‌توانند حضانت را عهده‌دار شوند
در مادهٔ ۱۲ این قانون، از عبارت "اگر قرار شود فرزندان نزد مادر یا شخص دیگری بمانند" برداشت‌های زیر، به دست می‌آید:
- تصریح به واژهٔ 'مادر' آن هم پیش از عبارت "یا شخص دیگری بمانند"، نشانهٔ آن است که مادر، دارای حق تقدم در حضانت می‌باشد.
- عبارت "شخص دیگری" بر هر کسی به جز اولیای قهری نیز دلالت می‌کند؛ زیرا:
  - نخست، اصالت العموم مستلزم آن است که تا زمانی که حکمی به استثنای فرد یا افرادی نشده، مفهوم عام، بر همهٔ افراد، دلالت کند.
  - دوم این که پدر و پدر بزرگ که از زمرهٔ اولیای قهری هستند، کم کسانی نیستند که از قلم قانونگذار، جا افتاده باشند و در ضمن، تعداد اولیای قهری زیاد نیست که ذکر شدنش باعث سختی قانونگذار باشد.[۹]

#### رجحان تکلیف بودن حضانت بر حق بودن آن
کسی به جهت بهره‌مندی و صرف نظر از حق خویش، کیفر نمی‌شود. هر دارندهٔ حقی می‌تواند به هر روشی که خواست، از آن بهره‌مند شود یا آن را به کس دیگری انتقال دهد یا این که از آن حق، صرف نظر کند.
در مادهٔ ۱۴ از قانون حمایت خانواده مصوب ۱۳۵۳ خورشیدی، خودداری از انجام تکالیف مربوط به حضانت، جرم به‌شمار آمده‌است.
ولی این امر، مانع آن نیست که حضانت مطابق این قانون، حق به‌شمار نیاید؛ زیرا درخواست تحمیل تکلیف شخصی از دادگاه، غیر عقلایی است و هر کس که بتواند تکلیف خود را از دادگاه درخواست کند، در واقع الزام خویشتن را از دادگاه تقاضا کرده که این کار، منطقی نیست؛ زیرا کسی که بخواهد الزام خویشتن در انجام وظایف شخصی خویش را از دادگاه درخواست کند، پیشتر می‌تواند به وجدان خویش مراجعه کرده و آن را بدون دخالت]]دادگاه]]، انجام دهد. پس همین که درخواست اعطای حضانت از دادگاه خانواده ممکن است٬ نشان آن است که حضانت، یک حق نیز محسوب می‌شود.

#### آیین رسیدگیبهدعوایحضانت

##### حوزهٔ قضاییذی‌صلاح در رسیدگی
صلاحیت دادگاه‌ها بیشتر با مقررات امری، تقریر می‌شود و توافق اشخاص در آن نقشی ندارد؛ هرچند که قانون مدنی آن هم از راه تعیین اقامتگاه قانونی، آن را در رویه ممکن کرده‌است.
در این مورد هم البته قابلیت تعیین اقامتگاه به‌طور قراردادی است که در صلاحیت، نقش می‌یابد وگرنه در واقع، همین نوع از تعیین صلاحیت نیز امری و غیرقابل تغییر می‌نماید؛ زیرا مطابق آیین دادرسی دادگاه‌های حقوقی ایران، اساس تعیین صلاحیت محاکم حسب مورد محل اقامت خوانده یا محل وقوع یا اجرای عقد یا تعهد یا محل وقوع مال غیرمنقول (در صورتی که دعوای راجع به آن باشد) است.
اگر دعوای حضانت، به‌طور مستقل طرح گردد و با دعوایی که پیشتر اقامه شده باشد نیز در ارتباط کامل نباشد، قواعد عمومی راجع به صلاحیت دادگاه‌ها موافق با آیین دادرسی حقوقی، مراعات می‌شود.
از آن جا که دعوای حضانت، بیشتر از پیامدهای دعوای طلاق است و دعوای حضانت نیز در عمل با دعوای طلاق، مرتبط است، در جایی که دعوای حضانت، پس از طرح دعوای طلاق یا هنگام آن صورت پذیرد، مطابق آیین دادرسی، در دادگاهی رسیدگی می‌شود که به اصل دعوای طلاق، رسیدگی می‌کند.

##### دستور موقتپیرامون حضانت
مطابق مادهٔ ۲۰ از این قانون، هر کسی که در دادگاه خانواده از اصحاب دعوایی باشد که مرتبط با دعوای حضانت است، حق دارد از همان دادگاه رسیدگی‌کننده به اصل دعوا، درخواست دستور موقت دایر بر تعیین تکلیف موقت راجع به حضانت و هزینهٔ نگهداری اطفال را بکند. دادگاه نیز باید بلافاصله بی‌آن که وارد ماهیت و اصل دعوا شود، نسبت به این درخواست، اتخاذ تصمیم کند و آن را به موجب قراری در قالب دستور موقت، برای اجرای فوری، به جریان بیندازد.

##### غیر علنی بودن رسیدگی بهدعوایحضانت
علنی بودن رسیدگی در دادگاه‌ها یک ضمانت اجرا برای عادلانه بودن رسیدگی می‌تواند باشد. در جایی که روزنامه‌ها نماینده داشته باشند یا کسانی در دادگاه حاضر باشند، اگر دادرسان از عدالت بیرون رفته باشند، کسان بیشتری گواه بی عدالتی ایشان خواهند بود و دادرسان برای حفظ حیثیت و اعتبار خویش هم که شده، این عموم و حاضرین را لحاظ خواهند کرد. در این می‌آن، نباید از چشم دور داشت که اصل علنی بودن رسیدگی به دعاوی، نباید باعث افشای اسرار خصوصی مردم باشد و حیثیت خانوادگی مردم، دستخوش تباهی مراعات این اصل گردد. به همین جهت، قانونگذار سال ۱۳۵۳ در قانون حمایت خانواده، با تصویب ماده‌ای، دعاوی خانوادگی را با افزودن قید بدون حضور تماشاچی، غیر علنی توصیف کرد.

### در لایحه پیشنهادی حمایت خانواده، مورخ ۱۳۸۶/۵/۱

#### اشخاصی که می‌توانند عهده‌دار حضانت شوند
نظر دولت در سال ۱۳۸۶، پیرامون کسانی که می‌توانند عهده‌دار حضانت شوند، با نظر قانونگذار سال ۱۳۵۳ یکسان است. قانونگذار در قانون حمایت خانواده مصوب ۱۳۵۳، با تصویب مادهٔ ۱۲، به شمارش اشخاصی که می‌توانند عهده‌دار حضانت باشند، پرداخت و دولت نیز در مادهٔ ۷ از لایحهٔ پیشنهادی حمایت خانواده، چنین کرد. موارد مستفاد از مادهٔ ۷ این لایحه، در زیر با ذکر این ماده، می‌آید:

مادهٔ ۷: مادر یا هر شخصی که حضانت طفل یا نگهداری شخص محجور را ضرورتاً بر عهده‌دارد، هر چند که قیمومت را عهده‌دار نباشد، حق اقامه دعاوی مطالبهٔ نفقه برای محجور را خواهد داشت.
از عبارت "مادر یا هر شخصی" موارد زیر، به دست می‌آید:
- - تصریح به واژهٔ مادر و سپس به کار گرفتن حرف "یا"، بیانگر آن است که مادر دارای حق تقدم در حضانت است.
- عبارت "هر شخصی" بر هر کسی به جز اولیای قهری نیز دلالت می‌کند؛ زیرا:
  - نخست، اصالت العموم مستلزم آن است که تا زمانی که حکمی به استثنای فرد یا افرادی نشده، مفهوم عام، بر همهٔ افراد، دلالت کند.
  - دوم این که پدر و پدر بزرگ که از زمرهٔ اولیای قهری هستند، کم کسانی نیستند که از قلم قانونگذار، جا افتاده باشند و در ضمن، تعداد اولیای قهری محدود است و شمارش شدنش باعث سختی قانونگذار نمی‌شود.

از عبارت "حضانت طفل یا نگهداری شخص محجور" چنین به دست می‌آید که در لایحهٔ پیشنهادی دولت، تفاوت بارز و دوری‌ناپذیر حضانت با سرپرستی با قید عبارت " و یا" به رسمیت شناخته شده و حضانت، ویژهٔ کودکان است. عبارت "و" به معنای آن است که گوینده می‌خواهد یک چیزی را بگوید که از حیث حکم و منزلت در جمله، برابر با چیزی است که پیشتر از واژهٔ "و" گفته‌است. واژهٔ "یا" نیز در جایی به کار گرفته می‌شود که گوینده بخواهد تفاوت می‌آن آنچه پیش از "یا" گفته و آنچه پس از آن را می‌گوید را بیان کند. بنا بر آنچه آمد، نگهداری و سرپرستی از محجورین، اعم از نگهداری اطفال است؛ زیرا مطابق قانون مدنی، اصطلاح محجور، شامل اشخاص زیر است:
- صغار یا همان کودکان یا اطفال، *اشخاص غیر رشید، *مجانین یا کسانی که دارای اختلالات روانی مؤثر در اراده هستند.[۱۹]

#### تصریحبه جنبهٔحقیوتکلیفیحضانت

##### جنبهٔحقی
قوانین و مقررات پیشین نیز تا جایی که ممکن بوده، بر آن نبوده‌اند که حضانت را صرفاً یک حق یا یک تکلیف قلمداد کنند. لایحهٔ پیشنهادی حمایت خانوادهٔ ۱۳۸۶ دولت نیز همین که با سکوت خود و لازم الاتباع دانستن قواعد عمومی آیین دادرسی دادگاه‌های عمومی و انقلاب در امور مدنی، رسیدگی به امر حضانت در دادگاه را نیازمند به دادن دادخواست می‌کند، به معنای آن است که حضانت را یک حق محسوب کرده‌است. در مادهٔ ۳۲ لایحهٔ یاد شده، قرینهٔ قوی بر حق قلمداد شدن حضانت وجود دارد. بخشی از این ماده در زیر، با ذکر توضیحاتی می‌آید:

"دادگاه ضمن صدور حکم طلاق یا گواهی عدم امکان سازش با توجه به شروط ضمن عقد و مطالب مندرج در اسناد ازدواج تکلیف جهیزیه، مهریه، نفقهٔ زوجه، اولاد و حمل و ترتیب حضانت و نگهداری اطفال و هزینهٔ آن و نحوهٔ پرداخت را مشخص می‌کند."
- ۱- یکی از اشتباهات دولت و حتی قانونگذاران این است که امر حضانت را پیامد انحصاری طلاق می‌دانند. البته اگر قانونگذار را هوشمند و عاقل فرض بتوان کرد، چنین مستفاد است که منظور او از ذکر عبارت گواهی عدم امکان سازش تنها آن گواهیی نیست که به منظور تکوین جریان طلاق، صادر می‌گردد، بلکه گواهی عدم امکان هر گونه سازشی هم هست. حتی در این صورت نیز عوامل دیگری را می‌توان متصور شد که رسیدگی به امر حضانت را در پی داشته باشد. برای نمونه اگر پدر یک فرزند، محکوم به تبعید شود و مادر نتواند یا نخواهد که با پدر آن فرزند، به محل تبعید برود، از سویی هم مایل نباشد که زندگی خویش را به طلاق، بفرجاماند، لازم می‌آید که مسإلهٔ حضانت مجال طرح پیدا کند.
- ۲- عبارت "با توجه به شروط ضمن عقد و مطالب مندرج در اسناد ازدواج" در این ماده حاکی از آن است که دادگاه بر مبنای توافقات بین اصحاب دعوای نسبت به امر حضانت اتخاذ تصمیم می‌کند؛ زیرا چیز دیگری به جز توافق، در شروط ضمن عقد، منعکس نمی‌شود. از سویی اصل، تسری قید به تمام جمله است مگر این که قرینه‌ای باشد. بنا بر این، عبارت "با توجه"، به تمامی عبارات پس از خود، اثر می‌گذارد که حضانت نیز از آن جمله است.